# Hejőszalonta
Hejőszalonta is een plaats (község) en gemeente in het Hongaarse comitaat Borsod-Abaúj-Zemplén. Hejőszalonta telt 779 inwoners (2001).